# Wikipedia niemieckojęzyczna

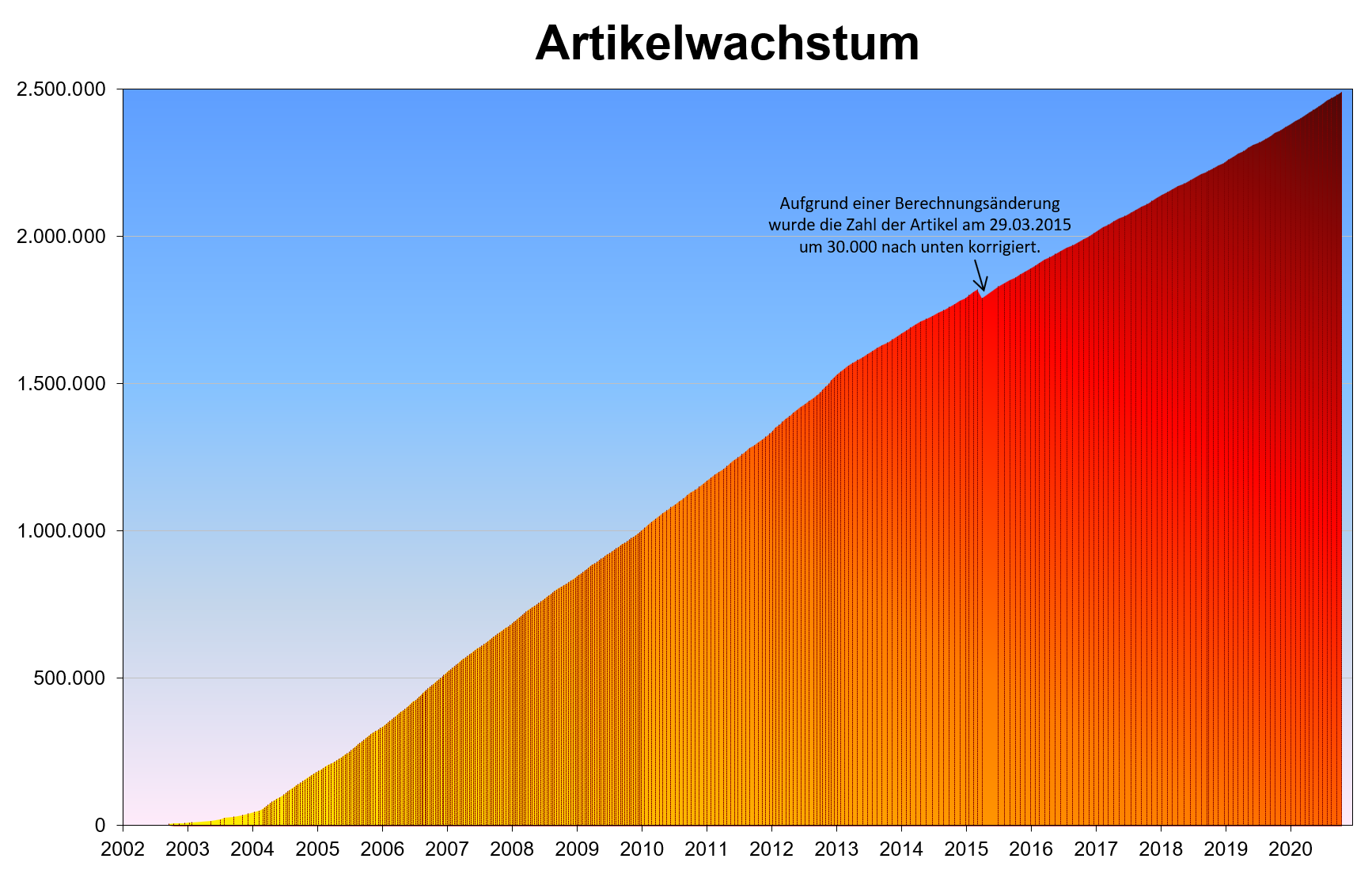
Przyrost liczby artykułów w niemieckojęzycznej Wikipedii

Wikipedia niemieckojęzyczna – niemieckojęzyczna edycja Wikipedii powstała 16 marca 2001 roku (pierwszy artykuł pojawił się 17 maja 2001 roku). Jest trzecią pod względem ilości artykułów po anglojęzycznej i cebuańskiej.

## Liczba artykułów i popularność
Do maja 2013 roku była na drugim miejscu za Wikipedią anglojęzyczną, kiedy to wyprzedziła ją Wikipedia niderlandzkojęzyczna. W czerwcu 2006 liczba artykułów przekroczyła 408 200. 97% artykułów miało więcej niż 200 znaków, 87% miało więcej niż 512 bajtów, 42% miało więcej niż 2 KB. 23 listopada 2006 utworzono artykuł 500 000 Janina Korowicka – polska łyżwiarka, matka niemieckiej medalistki olimpijskiej Anni Friesinger. 27 grudnia 2009 liczba artykułów przekroczyła 1 000 000.
W styczniu 2006 Google Zeitgeist ocenił Wikipedię niemieckojęzyczną na ósmym miejscu po tsunami, George’u Bushu, Firefoksie, Schnappi, Rudolphie Moshammerze, sklepach Saturn i Angelinie Jolie. W lutym ocenił na trzecim miejscu po Firefoksie i Walentynkach, a w czerwcu na pierwszym.

## Kwestia języka i dialektów
Wikipedia niemieckojęzyczna jest pisana w języku niemieckim zgodnie z zaleceniami Dudena. Szwajcarska i austriacka pisownia jest akceptowana tylko w artykułach dotyczących Szwajcarii i Austrii. Różnice pomiędzy niemieckim i austriackim dialektem nie są duże. W Szwajcarii nie używa się litery ß.
Niemieckie dialekty takie jak szwajcarski nie są często używane w Wikipedii niemieckojęzycznej. Dla znacznie różniących się dialektów są oddzielne Wikipedie, dialekty szwajcarskie należą do grupy alemańskiej. Dla porównania przytoczono slogan Wikipedia, wolna encyklopedia w poszczególnych dialektach i wersji ogólnoniemieckiej:
- Niemiecka (de:) – Wikipedia, die freie Enzyklopädie
- Alemańska (als:) – Wikipedia, di freyi Enzyklopedy
- Kolońska/Rypuaryjska (ksh:) – Wikkipedija, e freij un offe Nohkixel (tutaj: wolna i otwarta encyklopedia)
- Dolnoniemiecka (nds:) – Wikipedia, dat friee Nokieksel
- Luksemburska (lb:) – Wikipedia, déi fräi Enzyklopedie
- Pensylwańska (pdc:) – Wikipedia, s frei Uffguckbichli
- Bawarska (bar:) – Wikipedia, de freie Enzyklopädie

## Wikimedia Deutschland
Niemieccy wikipedyści jako pierwsi utworzyli chapter Wikimedia Foundation poza Stanami Zjednoczonymi. Wikimedia Deutschland powstała jako Eingetragener Verein (e. V., zarejestrowane stowarzyszenie) 13 czerwca 2004. Wspiera rozwój niemieckojęzycznych projektów Wikimedia, zorganizowało kilka prezentacji na targach komputerowych Cebit w 2005, Systems w Monachium 2005 i na targach księgarskich w Lipsku 2005.

## Publikacje off-line

### Wersja CD, listopad 2004
W listopadzie 2004 Directmedia Publishing rozpoczęła dystrybucję Wikipedii niemieckojęzycznej na płytach CD. Zostało wysłane 40 000 płyt dla zarejestrowanych użytkowników Directmedia. Płyta kosztowała 3 euro.
Program wyszukiwawczy i pokazowy użył dla projektu, Digibib, opracowany przez Directmedia wydany dla wcześniejszych publikacji. Obsługiwany był w Microsoft Windows, Mac OS X, a teraz także w Linuksie. Artykuły Wikipedii musiały być zamienione na format XML używany przez Digibib. Żeby wytłoczyć płytę CD, potrzebny był oddzielny serwer, gdzie siedemdziesięciu wikipedystów wybierało do usunięcia kontrowersyjne i bezsensowne artykuły, artykuły naruszające prawa autorskie, strony meta, strony dyskusyjne, strony użytkowników i inne strony. Zostało wybranych 132 000 artykułów i 1200 ilustracji.
Obraz ISO płyty był dostępny za darmo przez eMule i BitTorrenta. W grudniu magazyn CHIP dołączył płytę DVD z Wikipedią. Ówczesne wydanie Wikipedii było rozprowadzane na podstawie licencji GFDL.

### Wersja CD/DVD, kwiecień 2005

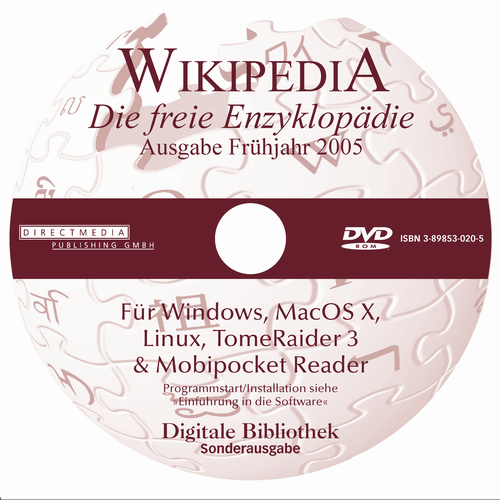
Etykietka DVD publikacji off-line niemieckojęzycznej Wikipedii

Nowe wydanie Wikipedii zostało opublikowane 6 kwietnia 2005. Wydanie posiadało płytę DVD oraz oddzielną płytę CD-ROM. Płyta CD-ROM nie zawierała wszystkich danych, ale umożliwiała przeglądanie użytkownikom nie posiadającym napędu DVD.
Płyta DVD używała programu komputerowego Digibib i jego formatu artykułów. Mógł on być zainstalowany na dysku twardym. Na dodatek, DVD zawierało drzewo HTML, jak i artykuły Wikipedii do użycia z PDA (dokładniej formatami Mobipocket i TomeRaider).
Wikipedyści niemieckojęzyczni utworzyli specjalny format dla metadanych biograficznych (imię i nazwisko, data urodzenia i miejsce i tak dalej) znane jako Personendaten. głównym celem tego systemu była pomoc w tworzeniu płyty DVD. Personendaten były dodawane do niektórych z 35 000 biograficznych artykułów w Wikipedii, częściowo przez automatyczne narzędzie.
Proces obrabiania był podobny do pierwszego wydania na CD i miał miejsce na oddzielnym serwerze MediaWiki. Proces zaangażował 33 wikipedystów komunikujących się poprzez kanał IRC. Żeby zapobiec przeszkadzaniu sobie w pracy, redaktorzy chronili każdy edytowany artykuł. Odnośniki do chronionych artykułów były w kolorze zielonym. Listy zaspamowanych lub zwandalizowanych artykułów były rejestrowane w postaci zapytań SQL. Strony nie do zaakceptowania były usuwane.
Wersja CD miała format artykułów w postaci HTML, w tym czasie został użyty program Digibib dla płyty DVD. Wersja finalna zawarła 205 tys. artykułów.
Directmedia sprzedała 30 tys. płyt DVD po 9,90 €. Cena zawierała 16% podatku VAT i 1 € na Wikimedia Deutschland. Directmedia dodała 10 tys. ilustracji z Wikimedia Commons.

### DVD/książka, grudzień 2005
Directmedia opublikowała trzecie wydanie Wikipedii w grudniu 2005. Trzecie wydanie było zawarte na płycie DVD i w 139-stronicowej książce. Ostateczna wersja posiadała około 300 tys. artykułów i 100 tys. grafik. Książka z DVD była sprzedawana po 9,90 euro, ale było też możliwe darmowe pobranie z Internetu.

### Wikipress
Siostrzane przedsiębiorstwo Directmedia Corporation, Zenodot rozpoczęło publikację książek z artykułami na dany temat pochodzących z niemieckojęzycznej Wikipedii o nazwie Wikipress. Obecnie powstał tom Wikipedia, cztery są redagowane. Są to:
- Pokojowa Nagroda Nobla
- Rowery
- Antarktyka
- Układ Słoneczny.

Artykuły były wybierane i redagowane przez wikipedystów, którzy zostali zaangażowani przez przedsiębiorstwo Directmedia. Tomy powstają na specjalnym serwerze1.

### WP 1.0
Koncern Zenodot rozpoczął w styczniu 2006 przygotowania do publikacji całej Wikipedii niemieckojęzycznej w 100 tomach po 800 stron. Pierwszy tom ma być wydany w październiku 2006, a ostatni w 2010 roku. Projekt posiada nazwę kodową WP 1.0. Tak jak w poprzednich wydaniach zostaną zaangażowani wikipedyści.
W marcu 2006 odbyło się spotkanie wikipedystów. Dyskutowali o projekcie. Grupy wikipedystów już zaczęły redagować polskie artykuły z tytułami Aa-Af w wybranych tematach. Późnego marca przygotowywali artykuły do opublikowania w 2006 roku.

### Wersja książkowa
W kwietniu 2008 roku niemieckie wydawnictwo Bertelsmann ogłosiło zamiar wydania książki zawierającej 50 tysięcy najpopularniejszych haseł Wikipedii niemieckojęzycznej. Ta drukowana encyklopedia ma liczyć około 1000 stron, a przed wydaniem hasła mają zostać skrócone i zweryfikowane przez ekspertów.